# Dottrina della scienza
I Fondamenti dell'intera dottrina della scienza (in tedesco: Grundlage der gesamten Wissenschaftslehre), talvolta chiamato soltanto Dottrina della scienza, è un trattato gnoseologico scritto dal filosofo tedesco Johann Gottlieb Fichte tra il 1794 e il 1795. Considerata una delle principali opere dell'idealismo tedesco post-kantiano, in essa Fichte espose la sua concezione di filosofia trascendentale.

## Contenuto
La Dottrina della scienza è divisa in tre principi, ove l'autore ne spiega l'apparato teoretico e i risvolti pratici che questi possono avere. Tipico del primo idealismo tedesco è l'approccio sistematico e deduttivo del pensiero esposto da Fichte, il quale parte dall'incondizionato al condizionato, cercando ovvero di spiegare il mondo tramite l'Assoluto.

### Principi

#### Primo principio assolutamente incondizionato
Secondo Fichte, il primo principio assolutamente incondizionato della dottrina della scienza deve esprimere "quell'atto originario che [...] è alla base di ogni coscienza e che da solo la rende possibile".
Il termine "atto originario", coniato dallo stesso filosofo e che egli stesso chiamò in tedesco Tathandlung, indica l'Io fichtiano che pone se stesso come base di tutto il sapere umano. Per comprendere quale sia il fondamento di ogni conoscenza umana, Fichte partì dal principio di identità. Come egli stesso scrisse, è una legge logica sempre vera affermare che A è uguale a se stesso (A=A) e che dunque ogni oggetto sia identico a se stesso; tuttavia, l'uguaglianza di ogni ente con se stesso non ne implica l'esistenza e nemmeno è utile a noi per comprendere se esso esiste o meno. Ad ogni modo, affermare invece che l'Io è uguale a se stesso (Io=Io), preclude l'esistenza dell'Io, in quanto essa è inevitabilmente necessaria. È in quest'ottica, che ricorda molto il cogito ergo sum cartesiano, che "l'Io pone se stesso" e diventa il fondamento di tutto il sapere umano, ponendosi come principio assoluto  e incondizionato nei confronti della realtà.

#### Secondo principio condizionato della necessità
A differenza del primo principio, il secondo è necessariamente dipendente da quest'ultimo. Infatti, mentre tramite il primo principio Fichte pone l'Io al centro della conoscenza umana, attraverso il secondo l'autore mette in contrapposizione la funzione dell'Io assoluto con quel del "non-Io". Quest'ultimo, come affermò Fichte, va inteso come attività che si contrappone all'assolutezza dell'Io, limitandolo necessariamente affinché esso possa affermarsi in tutte le sue forme. In quest'ottica, la relazione fra l'Io, base di tutto il sapere umano, e il "non-Io", che rappresenta il mondo sensibile ed empirico, risulta  complementare e necessaria per l'esistenza dell'Io stesso.

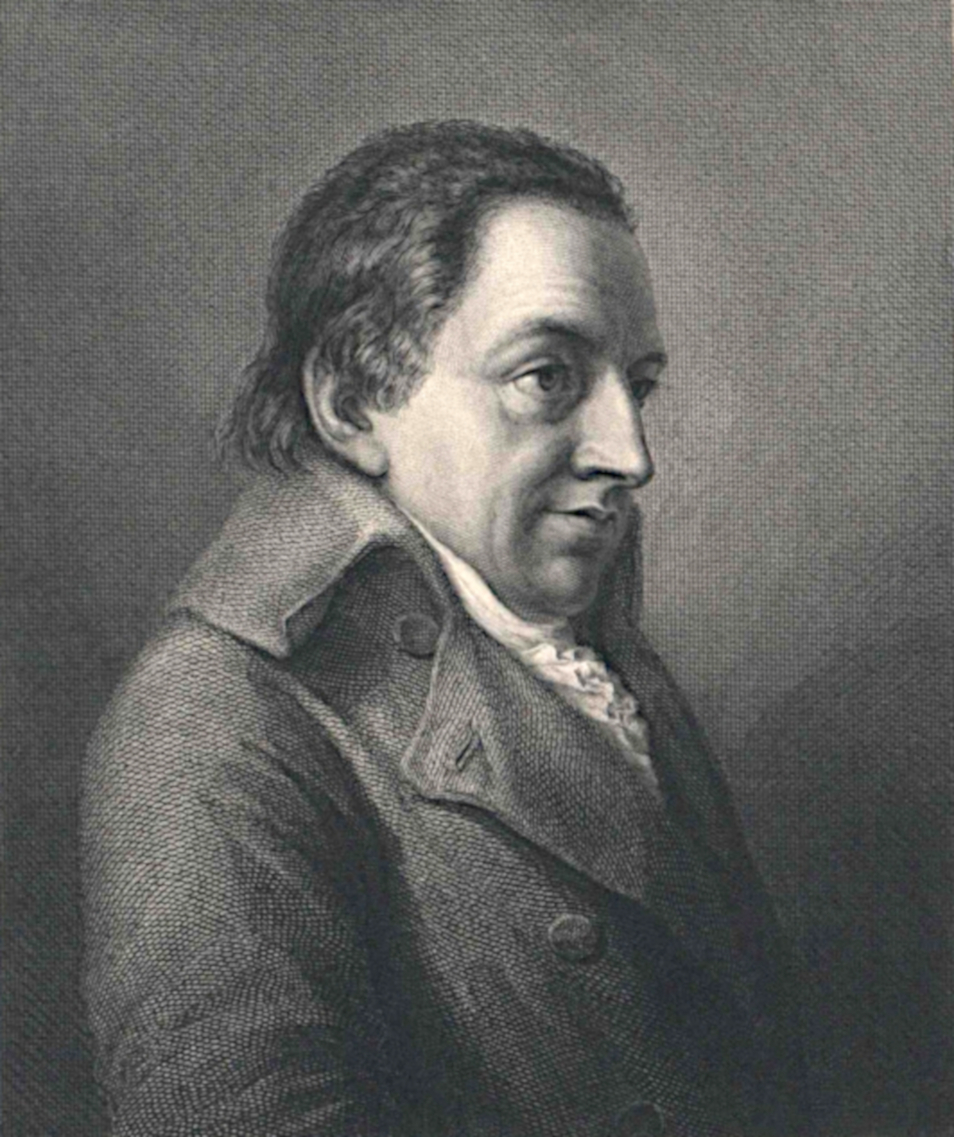
Johann Gottlieb Fichte ritratto da Friedrich Bury

#### Terzo principio condizionato della forma
All'interno del terzo principio fichtiano, il filosofo tedesco approfondisce il rapporto e la reciproca limitazione tra l'Io e e il "non-Io". Fichte afferma infatti che l'Io e il "non-Io" non sono da intendere come due entità completamente separate, in quanto entrambe si definiscono riconoscendosi e auto-delimitandosi in loro stesse. Difatti, quello di Fichte risulta essere un idealismo soggettivo, in quanto la realtà come la percepiamo è frutto della continua interazione fra l'Io "non-Io".
I tre principi esposti da Fichte nella sua opera furono paragonati dallo stesso autore alle categorie di qualità (giudizi affermativi, negativi e infiniti) sviluppate da Immanuel Kant nella Critica della ragion pura. Infatti, le categorie di qualità kantiane spiegano in che modo gli esseri umani comprendono e organizzano la loro esperienza sensibile; allo stesso modo, Fichte, auto-ponendo l'Io al centro della conoscenza umana, afferma che la mente umana non ha una funzione passiva all'interno del processo di interpretazione della realtà, ma bensì attiva e totalmente partecipe. 

## Accoglienza
La Dottrina della scienza di Fichte ebbe fin da subito una forte risonanza all'interno dei circoli culturali tedeschi, tant'è che già nel 1798 il filosofo Friedrich Schlegel definì l'opera fichtiana, insieme al romanzo Gli anni di apprendistato di Wilhelm Meister di Goethe, uno dei capisaldi del primo romanticismo. Nel 1837, infatti, il filosofo e matematico boemo Bernard Bolzano pubblicò il saggio Dottrina fondamentale dalla Dottrina della scienza, nel quale tentò di applicare lo stesso apparato logico utilizzato da Fichte in ambito scientifico. 
In tempi più moderni, il filosofo britannico Michael Inwood notò che il saggio fichtiano ebbe una notevole influenza sul matematico Edmund Husserl, specialmente nel suo libro del 1931 Meditazioni cartesiane. Il filosofo conservatore Roger Scruton, invece, nella sua opera The Oxford History of Western Philosophy, criticò lo scritto di Fichte per essere troppo complesso e farraginoso nella veicolazione del suo messaggio. 

## Traduzione italiana
- Fondamento dell'intera dottrina della scienza, Bompiani, 2003.